# 日本発条
日本発条株式会社|にっぽんはつじょう、英: NHK SPRING CO.,LTD.、登記上の商号: 日本発條株式会社）は、神奈川県横浜市金沢区に本社を置く、ばね（発条）や自動車のシートを中心に製造する大手自動車部品メーカー。通称はニッパツ、NHK。
JPX日経インデックス400の構成銘柄の一つ。

## 概要
独立系の自動車部品メーカー。懸架ばね、自動車シート、エンジンや伝達系などの部品の他、電動車向けにモーターコアや駆動制御関係の金属ベース基板なども売上を伸ばしている。ハードディスクドライブの磁気ヘッド保持ばねで世界シェア約50％。接合技術を生かして半導体製造のエッチングや成膜工程で使われる製品も急拡大している。
商標名として「NHK」を使った組織は、日本放送協会より日本発条の方が早い（1939年）。日本放送協会がNHKの名称の使用を開始したのは1946年だが、その際に日本発条に許諾を求めて認められ、現在もそれぞれが使用している。1989年（平成元年）制定のCIロゴにも使用されている。
かつてはテレビ神奈川製作の「新車情報」のスポンサーだったが、2005年10月からの後番組である「新車ファイル クルマのツボ」を経て、「岡崎五朗のクルマでいこう!」のスポンサーになっていたが、2014年3月頃に撤退した。
同社の横浜事業所の最寄り駅である金沢シーサイドラインの市大医学部駅においては、2010年4月に同社がネーミングライツを取得したことで、同駅にはニッパツ前の副名称が付けられている。
2008年からは同社のイメージキャラクターとして、鉄人28号が登場しており、ニッパツ＝28に掛けたという。

## 沿革
- 1936年 - 日商（現・双日）の出資により株式会社芝浦スプリング製作所が設立される[7]。
- 1939年 - 現商号に変更（会社公式では同年を設立年とする）。
- 1954年 - 東京証券取引所に上場。
- 1958年 - 川崎市の中小メーカー・大同発条株式会社を合併（のちの（ばね）川崎工場、現・川崎工場）。
- 1960年 - 12月、自動車内装品専門メーカー「高島屋日発工業株式会社（TNK）」を資本金5,000万円で設立。日本発条、高島屋百貨店、高島屋工作所、トヨタ自動車の4社が出資した[8]
- 1962年 - 米・ロックウェル社と技術援助契約を締結（シートスプリング関連）。
- 1965年 - 米・ロックウェル社と資本提携（72年提携解消）。
- 1969年 - 台湾に合弁会社友聯車材製造股份有限公司を設立。
- 1975年 - ブラジルに合弁会社NHK-シメブラ有限会社を設立。
- 1976年 - アメリカにNHKインターナショナル株式会社を設立。
- 1980年 - スペインに合弁会社エグスキア-NHK株式会社を設立。
- 1986年 - アメリカに合弁会社NHK-アソシエイテッド スプリング サスペンション コンポーネンツ株式会社を設立。
- 1987年 - アメリカに合弁会社ゼネラル シーティング オブ アメリカ株式会社を設立。アメリカにニュー メーサー メタルス株式会社を設立。横浜事業所の第1期工事としてばね横浜工場を新設。
- 1989年 - スペインに合弁会社・イベリカ デ ススペンシオネス有限会社を設立。
- 1990年 - 横浜事業所にシート横浜工場を新設。（川崎より移転）
- 1991年 - 横浜事業所に本館棟を新設し、本拠地を磯子より移転。
- 1993年 - 伊勢原工場を新設。（厚木より移転）
- 1994年 - マレーシアにNHKマニュファクチャリング（マレーシア）株式会社を設立。タイに合弁会社日発精密（泰国）有限公司を設立。香港に日本発条（香港）有限公司を設立。
- 1995年 - 中国に合弁会社重慶慶鈴日発座椅有限公司を設立。
- 1996年 - ブラジルに合弁会社ファブリーニ株式会社を設立。タイに合弁会社ゼネラル シーティング タイランド株式会社を設立。野洲工場を新設（小牧より移転）。
- 1998年 - タイに合弁会社オートランス（タイランド）株式会社を設立。インドに合弁会社日本発条インド株式会社を設立。ブラジルのファブリーニ社とNHK-シメブラ社が合併し、ラッシーニ-NHKアウトペサス有限会社を設立。
- 2000年 - DDS駒ヶ根工場発足。
- 2001年 - フランスのフォルシア社との合弁により、フォルシア・ニッパツ株式会社およびフォルシア・ニッパツ九州株式会社を設立。
- 2002年 - 中国に合弁会社広州日正弾簧有限公司を設立。
- 2003年 - スペインのイベリカ デ ススペンシオネス有限会社がエグスキア-NHK株式会社と合併。中国に広州日弘機電有限公司、深圳日発機電製造有限公司を設立。
- 2004年 - 中国に合弁会社日發科技有限公司を設立。
- 2005年 - アメリカにNHKスプリング プレシジョン オブ アメリカ株式会社を設立。NHK-アソシエイテッド スプリング サスペンション コンポーネンツ株式会社を完全子会社化し、社名をNHK オブ アメリカ サスペンション コンポーネンツ株式会社に変更。台湾に合弁会社日発電子股份有限公司を設立。
- 2006年 - アメリカのゼネラル シーティング オブ アメリカ株式会社を完全子会社化し、NHKシーティング オブ アメリカ株式会社に社名変更。
- 2010年 - アメリカのニューメーサーメタルス社のトレド工場をフランクリン工場へ集約。中国に湖北日発汽車零部件有限公司を設立。
- 2011年 - インドにNHKオートモーティブコンポーネンツインディア有限会社を設立。中国に地域本社日発投資有限公司を設立。
- 2012年 - 中国に鄭州日発汽車零部件有限公司を設立。フィリピンSNP社を買収。NSP(NHK SPRING Philippines)を設立。インドネシアに日本発条・エフ・ケービーユー・オートモーティブ・シーティング株式会社を設立。インドネシアにインドネシアニッパツ株式会社を設立。
- 2013年 - メキシコにニッパツメキシコ株式会社を設立。
- 2014年 - オランダに日本発条（欧州）株式会社を設立。ニッパツ九州株式会社を設立。中国に重慶日発汽車零部件有限公司を設立。
- 2015年 - ハンガリーにNHKスプリングハンガリー有限会社を設立。
- 2016年 - インドネシアに日本発条・ケービーユー・シーティング株式会社を設立。
- 2017年 - ニッパツ水島株式会社を設立。
- 2019年 - 長野県上伊那郡に宮田工場を新設。

## スポーツとの関わり

### サッカー関係
2008年より三ツ沢公園球技場の命名権を取得し「ニッパツ三ツ沢球技場」としている。サッカーJリーグの横浜FC及びY.S.C.C本拠地であり、横浜F・マリノスの準本拠地でもある。ラグビーでは横浜キャノンイーグルスが本拠地としている。
2016年からなでしこリーグ2部の横浜FCシーガルズとスポンサー契約を行い、チーム呼称を「ニッパツ横浜FCシーガルズ」とした。

### ニッパツアスリート
挑戦する若い力を応援しグループ企業の連帯感を高めるとして、トップアスリートを社員として雇用している。2024年4月現在のニッパツアスリートは次の通り。
- 宮坂楓（陸上競技選手）
- 平加有梨奈（同）
- 竜田夏苗（同）
- 仲野春花（同）
- 平國瑞希（サッカー選手）
- 吉田優菜（同）

## 事業所
- 本社・横浜工場 - 神奈川県横浜市金沢区
- 厚木工場 - 神奈川県愛甲郡愛川町
- 伊勢原工場 - 神奈川県伊勢原市
- 群馬工場 - 群馬県太田市
- 太田工場 - 群馬県太田市
- 伊那工場 - 長野県上伊那郡宮田村
- 宮田工場 - 長野県上伊那郡宮田村
- 駒ヶ根工場 - 長野県駒ヶ根市
- 豊田工場 - 愛知県豊田市
- 滋賀工場 - 滋賀県甲賀市
- 野洲工場 - 滋賀県野洲市

## 日本国外拠点

### 北米
- NHKインターナショナル社
- ニューメーサーメタルス社
- NHKオブアメリカサスペンションコンポーネンツ社
- NHKシーティングオブアメリカ社
- NHKスプリングプレシジョンオブアメリカ社
- トープラアメリカファスナー社

### 中南米
- NHKスプリングメキシコ社
- ラッシーニ-NHKアウトペサス社

### アジア
- NHKスプリングタイランド社
- NHKプレシジョンタイランド社
- NHKマニュファクチャリングマレーシア社
- NHKスプリングフィリピン社
- 日発電子股份有限公司
- 友聯車材製造股份有限公司
- NHKスプリングインディア社
- NHKオートモーティブコンポーネンツインディア社
- NHKケービーユーシーティング社
- NHKスプリングインドネシア社

### 中国・香港
- 日発投資有限公司
- 広州日正弾簧有限公司
- 広州福恩凱汽車有限公司
- 湖北日発汽車零部件有限公司
- 重慶日発汽車零部件有限公司
- 重慶慶鈴日発座椅有限公司
- 佛吉亜日発（襄陽）汽車座椅有限公司
- 広州日弘機電有限公司
- 日發科技有限公司
- 日發電子科技（東莞）有限公司

### 欧州
- NHKスプリングヨーロッパ社
- NHKスプリングハンガリー社
- イベリカデススペンシオネス社

## 関連企業
- 日発販売株式会社
- 日発運輸株式会社
- 株式会社ニッパツサービス
- ニッパツ機工株式会社
- 株式会社スミハツ
- 株式会社ホリキリ
- ニッパツ九州株式会社
- 東北日発株式会社
- 株式会社アイテス
- フォルシア・ニッパツ株式会社
- フォルシア・ニッパツ九州株式会社
- ニッパツ水島株式会社
- 株式会社シンダイ
- ニッパツフレックス株式会社
- 日発精密工業株式会社
- アヤセ精密株式会社
- 株式会社ニッパツパーキングシステムズ
- 特殊発條興業株式会社
- ニッパツ・メック株式会社
- 日本シャフト株式会社
- 株式会社トープラ
- 横浜機工株式会社
- 株式会社ニッパツ・ハーモニー